# 1976 Голяма награда на Италия
1976 Голяма награда на Италия е 27-ото за Голямата награда на Италия и 13-и кръг от сезон 1976 във Формула 1, провежда се на 12 септември 1976 година на пистата Монца в Монца, Италия.

## Репортаж
Голямата новина свързана за Голямата награда на Италия е завръщането на Ники Лауда в колоната. Ферари също така решиха да участват в състезанието с трети пилот редом с Лауда и Клей Регацони. Карлос Ройтеман напусна отбора на Брабам видимо недоволен от резултатите, които постигна с тях и Енцо Ферари му предложи място в Скудерията в случай че Лауда не успее да се възстанови навреме. Мястото му в Брабам е заето от Ролф Щомелен, след доброто си представяне на Нюрбургринг. Гай Едуардс и Брет Лънгър се завръщат в колоната, докато Ото Щупахер направи официално своя дебют във Формула 1. Също в колоната е Лари Пъркинс, който участва като частен пилот поради финансовите проблеми на Боро.

### Квалификация
Жак Лафит постигна своята първа пол-позиция, както и за отбора на Лижие с три десети от секундата по-бърз от втория Джоди Шектър. Патрик Депайе се класира зад съотборника си в Тирел пред Карлос Паче. Лауда, който е с превръзка около главата успя да задоволи местните фенове с пето време. Ханс-Йоахим Щук, Ройтеман, Джон Уотсън, Джеймс Хънт и Рони Петерсон (който е номиниран като за съотборник на Депайе в Тирел за сезон 1977) окупираха останалите места в топ 10. Лънгър, Артуро Мерцарио и Щупахер останаха извън 26-те места, даващи право за участие в състезанието.

### Състезание
Часове преди началото на състезанието времената на Хънт, Йохен Мас и Уотсън от събота бяха премахнати заради неравности с максималното количество гориво. Така времената от петък ги пратиха зад Лънгър, Мерцарио и Щупахер. Австриецът обаче напусна трасето, което прати Хънт на 26-ра позиция. Отборът на Уилямс също напусна трасето, което остави Мерцарио без кола и Мас също е изпратен да участва в състезанието. Последната промяна дойде при Едуардс, който реши да се откаже за да може и Уотсън да участва.
Както е и в ГП на Нидерландия, пилотите трябваха да направят загрявъчна обиколка преди да заемат местата си за самия старт. Лафит и Шектър потеглиха отлично преди Тирел-а да поеме лидерството след първия завой. Лауда потегли бавно и е изпреварен от Петерсон, Регацони, Ройтеман и Щук. Видимо ядосания Мас успя набързо да задмине три или четири болида, преди края на първата обиколка. Германецът се прибира в бокса две обиколки по-късно с проблем в разпределителя. По това време Депайе изпревари Лафит за второ място, докато Уотсън се изкачи до 14-а позиция следван от Хънт. Гунар Нилсон влезе в бокса за смяна на носа, докато Паче отпадна с проблем в двигателя.
Регацони успя да се залепи до водещата група от Шектър, Петерсон, Депайе и Лафит в шестата обиколка, докато Ройтеман води следващата група заедно с Щук, Виторио Брамбила и Лауда. Няколко обиколки по-късно Лафит изостана от трите Тирел-а и Марч-а, а състезанието на Пъркинс приключи с повреда в двигателя. В 11-а обиколка Петерсон излезе начело в състезанието, а в същата обиколка Регацони изпревари Лафит за четвъртата позиция. Хънт стигна до 11-а позиция зад Инсайн-а на Джаки Икс, преди да загуби контрол върху Макларън-а след контра-атака на Том Прайс, пращайки англичанина извън трасето и до отпадане за радост на местните тифози.
Лауда успя да намери увереност в себе си и в 13-а обиколка изпревари Брамбила за шеста позиция. Шектър загуби контакт с Петерсон заради проблем в двигателя, което принуди Депайе да го изпревари. Марио Андрети и Щук се бореха за девета позиция, преди двамата да се ударят и отпадайки от надпреварата. Регацони мина пред бавния Тирел в 23-та, преди и Лафит да стори същото в 38-ата. Три обиколки по-късно южно-африканеца също загуби позиция от Лауда, докато Депайе също получи проблем в двигателя и той загуби позиции от Регацони и от Лафит. Щомелен приключи надпреварата от последна позиция с проблем в горивната система.
Петерсон успя да удържи на атаката на Регацони и шведа финишира на две секунди и три десети преднина за своята първа победа през сезона и трета на това трасе. Регацони и Лафит завършиха втори и трети пред Лауда, който обра погледите на всички след разумно и добро каране. Тирел-ите останаха на разочароващите 5-а и 6-а позиция, след като водеха състезанието в първите няколко обиколки пред Брамбила, Прайс, Ройтеман, Икс и Уотсън като и четиримата завършиха заедно с обиколката на победителя. Останалите финиширали са Алън Джоунс, Нилсон, Лънгър, Емерсон Фитипалди, Харалд Ертъл, Анри Пескароло, Алесандро Писенти-Роси и Жан-Пиер Жарие.

## Класиране
| Поз | No | Пилот                  | Конструктор       | Оби. | Време/Отпадане  | Място | Точки |
| --- | -- | ---------------------- | ----------------- | ---- | --------------- | ----- | ----- |
| 1   | 10 | Рони Петерсон          | Марч-Форд         | 52   | 1:30:35.6       | 8     | 9     |
| 2   | 2  | Клей Регацони          | Ферари            | 52   | + 2.3           | 9     | 6     |
| 3   | 26 | Жак Лафит              | Лижие-Матра       | 52   | + 3.0           | 1     | 4     |
| 4   | 1  | Ники Лауда             | Ферари            | 52   | + 19.4          | 5     | 3     |
| 5   | 3  | Джоди Шектър           | Тирел-Форд        | 52   | + 19.5          | 2     | 2     |
| 6   | 4  | Патрик Депайе          | Тирел-Форд        | 52   | + 35.7          | 4     | 1     |
| 7   | 9  | Виторио Брамбила       | Марч-Форд         | 52   | + 43.9          | 16    |       |
| 8   | 16 | Том Прайс              | Шадоу-Форд        | 52   | + 52.9          | 15    |       |
| 9   | 35 | Карлос Ройтеман        | Ферари            | 52   | + 57.5          | 7     |       |
| 10  | 22 | Джеки Икс              | Инсайн-Форд       | 52   | + 1:12.4        | 10    |       |
| 11  | 28 | Джон Уотсън            | Пенске-Форд       | 52   | + 1:42.2        | 26    |       |
| 12  | 19 | Алън Джоунс            | Съртис-Форд       | 51   | + 1 Об.         | 18    |       |
| 13  | 6  | Гунар Нилсон           | Лотус-Форд        | 51   | + 1 Об.         | 12    |       |
| 14  | 18 | Брет Лънгър            | Съртис-Форд       | 50   | + 2 Об.         | 24    |       |
| 15  | 30 | Емерсон Фитипалди      | Фитипалди-Форд    | 50   | + 2 Об.         | 20    |       |
| 16  | 24 | Харалд Ертъл           | Хескет-Форд       | 49   | Полуоска        | 19    |       |
| 17  | 38 | Анри Пескароло         | Съртис-Форд       | 49   | + 3 Об.         | 22    |       |
| 18  | 37 | Алесандро Писенти-Роси | Тирел-Форд        | 49   | + 3 Об.         | 21    |       |
| 19  | 17 | Жан-Пиер Жарие         | Шадоу-Форд        | 47   | + 5 Об.         | 17    |       |
| Отп | 7  | Ролф Щомелен           | Брабам-Алфа Ромео | 41   | Горивна система | 11    |       |
| Отп | 34 | Ханс-Йоахим Щук        | Марч-Форд         | 23   | Инцидент        | 6     |       |
| Отп | 5  | Марио Андрети          | Лотус-Форд        | 23   | Инцидент        | 14    |       |
| Отп | 11 | Джеймс Хънт            | Макларън-Форд     | 11   | Завъртане       | 24    |       |
| Отп | 40 | Лари Пъркинс           | Боро-Форд         | 8    | Двигател        | 13    |       |
| Отп | 8  | Карлос Паче            | Брабам-Алфа Ромео | 4    | Двигател        | 3     |       |
| Отп | 12 | Йохен Мас              | Макларън-Форд     | 2    | Запалване       | 25    |       |
| НСт | 25 | Гай Едуардс            | Хескет-Форд       |      | Отказва се      |       |       |
| НСт | 20 | Артуро Мерцарио        | Волф-Форд         |      | Отказва се      |       |       |
| НСт | 39 | Ото Щупахер            | Тирел-Форд        |      | Не присъства    |       |       |

## Класиране след състезанието
| Поз | Пилот         | Точки |
| --- | ------------- | ----- |
| 1   | Ники Лауда    | 61    |
| 2   | Джеймс Хънт   | 56    |
| 3   | Джоди Шектър  | 38    |
| 4   | Клей Регацони | 28    |
| 5   | Патрик Депайе | 27    |

| Поз | Конструктор   | Точки   |
| --- | ------------- | ------- |
| 1   | Ферари        | 73      |
| 2   | Макларън-Форд | 61 (62) |
| 3   | Тирел-Форд    | 51      |
| 4   | Лижие-Матра   | 20      |
| 5   | Пенске-Форд   | 19      |